# Soloviovka (Tula)
|  | Per a altres significats, vegeu «Soloviovka». |

Soloviovka (en rus: Соловьёвка) és un poble de l'óblast de Tula, a Rússia, segons el cens del 2010 tenia 242 habitants.